# マーセル・グローエンハート
マーセル・グローエンハート（Murthel Groenhart、1986年10月10日 - ）は、オランダの男性キックボクサー。スリナム出身。マイクスジム所属。K-1 WORLD MAX 2012王者。ムルテル・グロンハートとも呼ばれる。
77kgのスーパーミドル級を主戦場としていたが、現在は階級を落とし70kgのミドル級でも試合を行っている。

## 来歴
2013年4月20日、GLORY 7でロビン・ファン・ロスマレンと対戦。1Rに膝蹴りにフックを合わされダウンを奪われると、その後の2・3ラウンドもポイントを取られ判定負けを喫した。

## 戦績
| キックボクシング 戦績 | キックボクシング 戦績 | キックボクシング 戦績 | キックボクシング 戦績 | キックボクシング 戦績 | キックボクシング 戦績 | キックボクシング 戦績 |
| --------------------- | --------------------- | --------------------- | --------------------- | --------------------- | --------------------- | --------------------- |
|                       | (T)KO                 | 判定                  | その他                | 引き分け              | 無効試合              |                       |
| 53 勝                 | 28                    | 20                    | 0                     | 3                     |                       |                       |
| 15 敗                 |                       |                       | 0                     | 3                     |                       |                       |

| 勝敗 | 対戦相手                   | 試合結果                        | 大会名                                                | 開催年月日     |
| ×    | ロビン・ファン・ロスマレン | 3R終了判定 0-3                  | GLORY 7                                               | 2013年4月20日  |
| ○    | アルトゥール・キシェンコ   | 3R KO（KO）                     | K-1 WORLD MAX 2012 【決勝】                           | 2012年12月15日 |
| ○    | マイク・ザンビディス       | 2R TKO（ドクターストップ）      | K-1 WORLD MAX 2012 【準決勝】                         | 2012年12月15日 |
| ○    | 城戸康裕                   | 1R KO（ハイキック）             | K-1 WORLD MAX 2012 【準々決勝】                       | 2012年12月15日 |
| ○    | マーク・デボンテ           | 2R KO（右膝蹴り）               | Glory 2: Brussels                                     | 2012年10月6日  |
| ○    | マキシモ・スアレス         | 2R TKO（ドクター・ストップ）    | It's Showtime                                         | 2012年7月21日  |
| ○    | ハルート・グレゴリアン     | 3R KO                           | K-1 WORLD MAX 2012 【1回戦】                          | 2012年5月27日  |
| ○    | ダリル・スキットマン       | 3R終了 判定 3-0                 | It’s Showtime 53                                      | 2011年11月12日 |
| ×    | アーテム・レヴィン         | 5R 1:51 KO（ボディへの膝蹴り）  | It's Showtime "Fast & Furious 70MAX"                  | 2011年9月24日  |
| ○    | ラフィ・ゾファー           | 1R 2:16 TKO（コーナーストップ） | It's Showtime Madrid 2011                             | 2011年6月18日  |
| ○    | エロール・コニング         | 3R終了 判定（3-2）              | It's Showtime Warsaw                                  | 2011年6月11日  |
| ×    | Khalid Bourdif             | 3R終了 判定                     | It's Showtime 2010                                    | 2010年12月18日 |
| ×    | ニキー・ホルツケン         | 延長1R終了 判定                 | United Glory 12: 2010–2011 World Series Quarterfinals | 2010年10月16日 |

## 獲得タイトル
- 2012 K-1 WORLD MAX 2012 優勝
- 2010 E.M.T.A. K-1 rules European champion -76 kg
- 2008 K-1 Italy Oktagan tournament champion -75 kg
- 2007 Angels of Fire II tournament title -75 kg
- GLORYウェルター級挑戦者決定トーナメント 優勝